# Nick Brandt
Nick Brandt (né en 1966) est un photographe anglais qui photographie exclusivement en Afrique.

## Biographie
Nick Brandt étudie la peinture, puis le cinéma au Central Saint Martins College of Art and Design.

## Œuvre
« Les extraordinaires photographies de Nick Brandt dressent le portrait des animaux tels que le premier environnementaliste américain, Henry Beston, les voyait, c'est-à-dire non comme nos subalternes, mais en tant qu'"autres nations", camarades "prisonniers comme nous de la splendeur et du travail de la terre". »

— Peter Singer[réf. nécessaire]
Mais, pour prendre ce genre de photographies, il lui faut être plus qu'un artiste. Il doit être un observateur extrêmement patient de chacune des bêtes, des sociétés animales et de l'environnement dans lequel les sujets évoluent.
« Sa vision des animaux est un antidote à l'arrogance humaine. Ses photographies nous disent, d'une façon qui va bien au-delà des mots, que nous ne possédons pas cette planète, que nous n'en sommes pas ses seuls habitants. »

## Expositions
- 2011 : Fotografiska, Stockholm
- 2013 : A Galerie, Paris[3],[4]
- 2015 : Fotografiska, Stockholm
- 2019 : Festival Photo La Gacilly[5]

## Publications
- Vivre sur cette terre  (préf. Alice Sebold), Gallimard Loisirs, 2005, 128 p. (ISBN 978-2-7424-1637-0)
- On This Earth, Chronicle Books, 2005
- A Shadow Falls, Abrams, 2009
- Avec Vicki Goldberg (en) et Peter Singer, L'Afrique au crépuscule, La Martinière, 2009, 128 p. (ISBN 978-2-7324-3994-5)
- On This Earth, A Shadow Falls, Big Life Editions, 2010
- Chronique d'une terre dévastée, La Martinière, 2013, 120 p. (ISBN 978-2-7324-5878-6)
- (en) This Empty World  (trad. Ce monde vide), Thames & Hudson Ltd, 2019, 128 p.
- (en) The Day May Break  (trad. Le Jour de mai), Hatje Cantz, 2021, 168 p. (ISBN 978-3-7757-5089-9)